# نیک و نیکو
نیک و نیکو با نام اصلی ماجراهای مایا زنبورعسل (به ژاپنی: みつばちマーヤの冒険 Mitsubachi Māya no Bōken) یک مجموعه تلویزیونی انیمه ژاپنی ساخت استودیوی نیپون انیمیشن است. این مجموعه در ۵۲ قسمت از آوریل ۱۹۷۵ تا آوریل ۱۹۷۶ توسط شبکه تلویزیونی تی‌وی آساهی پخش شد. این مجموعه با الهام از رمان Die Biene Maja به قلم نویسندهٔ آلمانی، والدمار بونزلز، ساخته شده است. نیک و نیکو، به زبان‌های مختلف دوبله و بارها از تلویزیون کشورهای مختلف به نمایش درآمده است و جزو نخستین و موفق‌ترین انیمههای ساخت نیپون انیمیشن محسوب می‌شود.

## صداپیشگان
این کارتون در اواخر دهه شصت خورشیدی به مدیریت مهدی علیمحمدی دوبله شد و در دوبلهٔ فارسی این اثر هنرمندان زیر شرکت داشته‌اند:
| نقش                     | دوبلُر           |
| نیکو (زنبور)            | مریم شیرزاد     |
| نیک (زنبور)             | شیوا گورانی     |
| چهاردست (ملخ)           | حسین باغی       |
| موشی                    | فریبا شاهین‌مقدم |
| مگس عینک‌دودی            | علیرضا بدرطالعی |
| کلاه‌قرمزی (عنکبوت)      | آذر دانشی       |
| فرمانده مورچه‌ها         | شوکت حجت        |
| خانم کفش‌دوزک            | مهین بزرگی      |
| آقای سرگین‌غلتانک (سوسک) |                 |
| خانم سرگین‌غلتانک        |                 |
| مورچه‌کوچولو             |                 |
| ملکه زنبورها            |                 |